# У Раднице
У Раднице (чеш. U Radnice — у ратуши) — улица в центре Праги, находится в Старом городе.

## География
Улица У Раднице соединяет Малую площадь с площадью Франца Кафки. От неё отходят две улицы: Линхартска и Платнержска. Общая протяжённость улицы У Раднице составляет около 150 метров.

## История
Улица У Раднце возникла в 14 веке и изначально являлась частью большой торговой территории, которая с 1895 года называется Староместской площадью.
Название улицы менялось:
- до 17 века — «Под уздечки» (чеш. Pod uzdáři), потому что здесь продавались уздечки;
- с 1870 года — название «Радницкая», то есть Ратушная.
- с 1914 года — современное название «У Раднице».

В 2000 году северная часть улицы была переименована в площадь Франца Кафки (1883—1924), который здесь родился.

## Здания и сооружения
На улице находятся:
- Новая ратуша
- Дом 2 — Дом «У Золотого фазана»
- Дом 4 — Дом «У Золотого колокольчика»
- Дом 6 — Дом «У Золотобоя»
- Дом 8 — Дом «У Зелёной лягушки»